# Hypochilus gertschi
Hypochilus gertschi är en spindelart som beskrevs av Hoffman 1963. Hypochilus gertschi ingår i släktet Hypochilus och familjen Hypochilidae. Inga underarter finns listade i Catalogue of Life.